# برسيفال
برسيفال (بالإنجليزية: Percival)، (بالفرنسية: Perlesvaus)، (بالألمانية: Parzival)، أحد فرسان الملك آرثر على المائدة المستديرة وهو بطل العديد من الحكايات المهمة رغم قلتها. أول قصة شهيرة عنه كانت بقلم من الكاتب الفرنسي كريتيان دي تروا، في قصة حكاية الكأس (المعروفة أيضا باسم بيرسيفال)، تم تخصيص قصته لشخصية بيريدور ابن إيفوك في الفلكلور الويلزي. اشتهر بكونه البطل الأصلي في البحث عن الكأس المقدسة قبل أن يتم استبداله في الأدب اللاحق بشخصية غالاهاد.

## حكاياته
برسيفال هو ابن أرملة ومات أبوه في مبارزة أو معركة أو بخيانة، قبل أو بعد مولده بوقت قصير. فخافت الأم أن يتلقى الولد مصير أبيه وهربت إلى الغابات وحدها أو كان معها مرافق أو مع مجموعة من الأتباع المخلصين، فتربى دون أن يعرف اسمه أو نسبه.
كبر الشاب قويا وسريع البديهة ووسيم الطلعة ولكن كان ذا ذكاء محدود وهي الصفة المميزة له، وأمضى أيامه يحارب وحوش الغابة وكان يغلبهم بسرعته أو يقتلهم بالحراب الصغيرة والسهام وهي الأسلحة الوحيدة التي يعرفها.
في أحد الأيام يلتقي بمجموعة من الفرسان في دروعهم، وفي البداية يعبد قائدهم كإله ويأخذهم إلى حيوان غريب لا يعرفونه ثم يسألهم أسئلة ساذجة حول دروعهم ومعداتهم، وقالوا له أنهم فرسان فيصرّ على أن يكون واحدا ويعود إلى أمه ليخبرها بنيّته ليذهب إلى العالم الخارجي ويصبح فارسا. ولبس كفلاح أو مهرج وذهب إلى بلاط الملك (وتقول بعض القصص أن أمه ماتت حزنا). يخطف الأنظار بسلوكه الغريب وجاذبيته وسخر منه السير كاي أما مستقبله فقد تم التنبؤ له بشكل غامض. وقتل أحد أعداء آرثر ويدعى الفارس الأحمر والذي أهان الملك وتحدى الفرسان والذين لم يردوا عليه. ثم لبس درع الفارس المقتول الذي يلبس بصعوبة على ثياب الفلاح التي كان يرتديها ينطلق في عدد من المغامرات والتي تختلف عبر الحكايات المروية عنه. فيصبح بعدها فارسا مقداما وماهرا ويستعيد إرث أبيه.

### مجموعة الأعمال
يرى الباحثون تشابها بين حكايات برسيفال وبين حكايات مثل بيرسيوس ورومولوس ورموس وسيغفريد والعديد غيرهم. ويظهر ان أصلها من تراث بريطانيا السلتي وهناك قصيدة إنكليزية عنه تدعى سير برسيفال الغالي Syr Percyvelle of Galles حيث كان ابن أخت آرثر وأبوه يحمل نفس اسمه وكان فارسا مقداما في البلاط على أن مرتبته تخلف بين القصص وأمه ملكة أو أخت ملك. وأصبح بطل حكايات الكأس المقدسة وانتصر بذلك على غاوين. وكان أول ذكر للكأس وبرسيفال في قصة لكريتيان دو تروا ولكنه مات قبل إنهائها فظهرت عدة تتمات لاحقة ومنهم ووشييه دو ديناين وغيربير دو مونتروي ومانيسييه.
فولفرام فون إشنباخ كتب قصيدة بارزيفال حيث يقول أن أباه كان أمير أنجو وفي تتمة يقول أن ابنه كان الفارس البجعة لوهنغرين، ويظهر سكان قلعة الكأس بأنهم فرسان الهيكل والكأس نفسه هو صخرة، وهي النهاية يلوم كريتيان على روايته القصة بطريقة خاطئة.
إلى جانب القصيدة توجد حكايتان شعريتان الأولى منهما عثر منها على مخطوطين فقط وتدعى ديدو (بالفرنسية: Didot) (من مالكها الأصلي فيرمين ديدو)وموجودة الآن في المكتبة الوطنية في باريس، والأخرى وهي عبارة عن نص أكبر موجودة في مودينا، وتتابعان حكايات برون مثل مرلين ويوسف الرامي وتسبقان حكاية موت آرثر فتشكلان بذلك جزءا من الحكاية الكاملة. يظهر النص اختلاطا في المصادر حيث تحذف القصة الصلية عنه، حيث يترعرع في بيت أبيه ويذهب لبلاط آرثر برغبته، كذلك تدخل قصص أولى أخرى لا علاقة لها بالكأس وتخل عناصر من حكايات لانسلوت وكريتيان دو تروا.
الحكاية الأخرى تدعى بيرليسفو وهي تحوى أيضا خلطا لعناصر قديمة وجديدة حيث ألغيت القصة الأولى أيضا وهناك تشبيهات بين حكاية باروزيفال اللمانية مع قصة ووشييه وغيربير، أما غيره فهو خاص بالحكاية. ومن المحتمل انها تمثل عملا مستقلا عن باقي الأعمال، استطاعت لفترة أن تشكل جزءا من الحكايات الآرثرية التي تتكلم عن البحث عن الكاس المقدسة قبل أن تحل محلها حكايات غالاهاد.
يظهر برسيفال في مابينوغي Mabinogi باسم بيريدور بن إفراوك Peredur Ap Evrawc وهي تظهر كمزج بين حكايات كريتيان والحكايات الويلزية الأولى وقد حاولت أن ترجع الحكاية للأصول الويلزية ولكن النظرية لا يمكن تأكيدها.

## أعمال عن برسيفال
- كريتيان دو تروا: برسيفال Perceval أو حكاية الكأسLe Conte Du Graal وكتبت بالفرنسية أول عمل عن الكأس المقدسة لا تنتهي لأن كاتبها مات وظهرت أربع تتمات لاحقة.
- فولفرام فون إشينباخ: بارزيفال Parzifal حوالي العام 1200 وكتبت بالألمانية.
- ديدو برسيفال Didot Perceval حوالي العام 1210 وكتبت بالفرنسية وكاتبها غير معروف.
- الكتاب الكبير للكأس: بيرليسفو Le Haut Livre Du Graal: Perlesvaus وكتب بالفرنسية حوالي العام 1210 والكاتب غير معروف.